# Benedetta Ceccarelli
Benedetta Ceccarelli (Perugia, 23 gennaio 1980) è un'ex ostacolista italiana, ex detentrice del record nazionale dei 400 metri ostacoli.
È conosciuta dal grande pubblico dal Golden Gala di Roma del 2004, quando ha raggiunto un tempo di 55”14 (vicinissima al record italiano) che le ha permesso così la partecipazione alle Olimpiadi di Atene.
Può vantare 4 medaglie vinte in manifestazioni internazionali, tutte sui 400 m hs: due medaglie d'oro nel 2005 all'Universiade di Smirne ed ai Giochi del Mediterraneo ad Almeria, due medaglie d'argento nel 1999 agli Europei juniores di Riga e nel 2009 ai Mondiali militari di Sofia.
In carriera ai campionati italiani assoluti, tra indoor ed outdoor, ha vinto 9 titoli nazionali: 6 individuali consecutivi sui 400 m hs e 3 in staffetta.
A livello giovanile ha vinto 4 titoli italiani, 2 promesse ed altrettanti juniores.
Detiene 2 record nazionali di categoria, promesse e juniores, entrambi sui 300 m hs.

## Biografia

### Gli inizi, l'esordio internazionale ed i primi titoli italiani giovanili
Inizia la propria attività nell'Atletica Pro Loco Capanne (una piccola e vivace società dell'hinterland perugino, allenata da Sauro Mencaroni) nel 1992 all'età di 12 anni nella categoria Ragazze. Ha poi militato nell'Atletica Firenze AVIS e nell'ACSI Italia Atletica, infine dal 2006 al 2014 ha fatto parte del Centro Sportivo Carabinieri.
Nel 1997 ha esordito a livello internazionale in Portogallo a Lisbona in occasione del Festival olimpico della gioventù europea, giungendo sesta sui 400 m hs.
Nel 1998 inizia la preparazione atletica con Giuseppe Schiava che la aiuta a portare a casa il suo primo titolo italiano giovanile sui 400 m hs da juniores a Pesaro, ripetendosi poi l'anno venturo a Fiuggi nella stessa categoria.

Ai Mondiali juniores in Francia ad Annecy non è andata oltre la batteria sia sui 400 m hs che nella staffetta 4x400 m.
Nel 1999 a Riga in Lettonia ha vinto la medaglia d'argento agli Europei juniores nei 400 m hs.

### 2001-2003: il primo titolo assoluto e l'esordio con la Nazionale assoluta
Nel 2001 ha preso parte agli Europei under 23 di Amsterdam nei Paesi Bassi uscendo in batteria sui 400 m hs.

Ai campionati italiani, entrambe le volte sui 400 m hs, è giunta quarta agli assoluti di Catania e prima con relativo titolo nazionale a livello promesse.
Conquista il suo primo titolo italiano assoluto nel 2002 a Viareggio con la staffetta 4x400 m e nei 400 m hs diventa vicecampionessa. Invece a livello giovanile ai nazionali promesse si classifica quarta sui 400 m indoor e vince l'oro sui 400 m hs outdoor.
Esordisce con la Nazionale assoluta agli Europei di Monaco di Baviera in Germania non andando oltre la batteria dei 400 m hs.
Argento con la staffetta 4x200 m agli assoluti indoor del 2003 e poi batteria sui 400 m hs all'Universiade a Taegu in Corea del Sud.

### 2004-2005: il primo titolo assoluto individuale sui 400 metri ostacoli, le Olimpiadi di Atene, le medaglie ai Giochi del Mediterraneo e all'Universiade
Il primo titolo individuale assoluto sui 400 m hs l'ha conquistato nel 2004 a Firenze (mentre agli assoluti indoor era giunta quinta sui 400 m) e poi ha partecipato alle Olimpiadi di Atene in Grecia, uscendo in batteria sempre sui 400 m hs.

Nella stessa specialità in Coppa Europa ad Istanbul in Turchia invece aveva vinto l'oro.
Nel 2005 è arrivato il record italiano con il tempo di 54”79, raggiunto il 28 agosto 2005 durante il Meeting Internazionale Città di Rieti, strappandolo all'altoatesina Monika Niederstätter (record precedente 55”10). Suo anche il secondo crono italiano di sempre di 55”00.

Tris di titoli agli assoluti: con la 4x200 m agli indoor (quarta sui 400 m), 400 m hs (il suo secondo) e 4x400 m agli outdoor.

Doppio medaglia internazionale sui 400 m hs nel 2005 ai Giochi del Mediterraneo (oro) ed all'Universiade (argento);

ai Mondiali di Helsinki in Finlandia è arrivata sino alla semifinale dei 400 m hs (in quell'occasione è stata definita dai tecnici federali la migliore atleta italiana della manifestazione).

In Coppa Europa in Italia a Firenze è stata settima con la staffetta 4x400 m.

### 2006-2008: altri titoli assoluti sui 400 metri ostacoli, infortuni ai tendini d'Achille e non convocazione per le Olimpiadi di Pechino
Ai Campionati europei di Göteborg in Svezia nel 2006 un brutto infortunio al tendine d'Achille sinistro le ha precluso la chance di medaglia, costringendola a fermarsi in batteria, dopo aver ottenuto il terzo miglior tempo d'ingresso;

in Coppa Europa a Praga in Repubblica Ceca è stata quinta sui 400 m hs.

A livello nazionale diventa vicecampionessa sulla 4x200 m indoor e vince il titolo sui 400 m hs outdoor (terza volta).
Altre due medaglie agli assoluti nel 2007: argento sui 400 m indoor ed oro nei 400 m hs outdoor (quarto titolo).

È stata prima sui 400 m hs e seconda con la 4x400 m in Coppa Europa in Italia a Milano.
Nel 2007 non è riuscita a conseguire il minimo di partecipazione per i Mondiali di Osaka in Giappone, tempo abbondantemente alla sua portata.
Un infortunio al tendine d'Achille destro ne ha condizionato fortemente la stagione agonistica 2008.

Comunque ha vinto il suo quinto titolo sui 400 m hs agli assoluti di Cagliari ed in Coppa Europa in Francia ad Annecy è stata quinta sui 400 m hs ed ottava con la 4x400 m.
Trattandosi di anno olimpico, era scontata la sua partecipazione ai Giochi di Pechino, ma così non è stato: pur avendo conseguito il minimo B e rientrando tra le prime 24 specialiste mondiali dell'anno (condizione stabilita dalla FIDAL), non è stata però inserita tra gli atleti convocati dal CONI.

### 2009: sesto titolo assoluto di fila sui 400 metri ostacoli e medaglia d'argento ai Mondiali militari
Medaglia d'argento sui 400 m hs ai Mondiali militari di Sofia in Bulgaria nel 2009;

nella stessa specialità è stata quarta ai Giochi del Mediterraneo in Italia a Pescara.
All'Europeo per nazioni di Leiria in Portogallo è giunta settima sui 400 m hs.
Sempre nel 2009 ha vinto il suo 6º titolo individuale assoluto di fila sui 400 m hs, mentre agli assoluti indoor era finita quinta sui 400 m.

### 2010-2014: ultima medaglia agli assoluti, assenze e gare non disputate causa gravi infortuni, il ritiro
Vicecampionessa sui 400 m hs agli assoluti del 2010 e soltanto batteria nei 400 m indoor.
Nel 2011 era inserita tra le partecipanti dei 400 m hs agli assoluti di Torino, ma non ha gareggiato. A quelli indoor invece è stata sesta sugli 800 m.
Nel 2012 era iscritta sui 400 m agli assoluti indoor, ma non ha gareggiato; agli assoluti di Bressanone era tra le partecipanti dei 400 m hs, ma non ha gareggiato.
Nel biennio 2013-2014 è stata assenta sia agli assoluti indoor che a quelli outdoor.
Dopo gli ultimi anni segnati da gravi infortuni si è ritirata dall'attività agonistica nell'ottobre del 2014, dopo 22 anni di carriera.

## Curiosità
- Gareggiando per l'ACSI Italia Atletica ha vinto 11 scudetti consecutivi dal 2003 al 2013[13]
- Ha vinto 6 titoli assoluti di fila sui 400 m hs come Monika Niederstätter ed Irmgard Trojer; meglio di loro tre ha fatto soltanto Giuseppina Cirulli vincitrice dei primi 10 titoli consecutivi della specialità.
- Detiene 6 dei primi 10 migliori tempi italiani femminili all-time sui 400 m hs[14].

## Record nazionali

### Promesse
- 300 metri ostacoli: 40”50 ( Perugia, 11 settembre 2002) (cronometraggio manuale)[15]

### Juniores
- 300 metri ostacoli: 43”13 ( Terni, 20 giugno 1998)[15]

## Progressione

### 400 metri piani
| Stagione | Tempo | Luogo       | Data      | Rank. Mond. |
| -------- | ----- | ----------- | --------- | ----------- |
| 2012     | 56“07 | Codroipo    | 12-5-2012 |             |
| 2011     | 56“22 | Sulmona     | 24-9-2011 |             |
| 2010     | 54“25 | Orvieto     | 1-5-2010  |             |
| 2009     | 54“23 | Caorle      | 26-9-2009 |             |
| 2008     | 54“02 | Firenze     | 27-6-2008 |             |
| 2007     | 55“26 | Faenza      | 19-9-2007 |             |
| 2005     | 53“67 | Riese Pio X | 4-9-2005  |             |
| 2004     | 52“95 |             |           |             |
| 2003     | 53“98 |             |           |             |
| 2002     | 54“41 |             |           |             |
| 2000     | 55“92 |             |           |             |
| 1999     | 56“00 |             |           |             |
| 1998     | 56“35 |             |           |             |

### 400 metri piani indoor
| Stagione | Tempo | Luogo  | Data      | Rank. Mond. |
| -------- | ----- | ------ | --------- | ----------- |
| 2011     | 56“41 | Ancona | 8-1-2011  |             |
| 2010     | 55“27 | Ancona | 7-2-2010  |             |
| 2009     | 55“13 | Torino | 21-2-2009 |             |
| 2007     | 54“01 | Ancona | 17-2-2007 |             |
| 2006     | 55“42 | Ancona | 14-1-2006 |             |
| 2005     | 55“44 | Ancona | 19-2-2005 |             |

### 400 metri ostacoli
| Stagione | Tempo | Luogo    | Data      | Rank. Mond. |
| -------- | ----- | -------- | --------- | ----------- |
| 2012     | 59“22 | Orvieto  | 29-6-2012 |             |
| 2011     | 58“15 | Rieti    | 15-5-2011 |             |
| 2010     | 56“81 | Rieti    | 30-5-2010 |             |
| 2009     | 56“81 | Milano   | 2-8-2009  |             |
| 2008     | 56“00 | Roma     | 11-7-2008 |             |
| 2007     | 56“56 | Varsavia | 17-6-2007 |             |
| 2006     | 56“71 |          |           |             |
| 2005     | 54“79 |          |           |             |
| 2004     | 55“14 |          |           |             |
| 2003     | 56“49 |          |           |             |
| 2002     | 56“80 |          |           |             |
| 2001     | 58“83 |          |           |             |
| 2000     | 59“26 |          |           |             |
| 1999     | 58“62 |          |           |             |
| 1998     | 59“09 |          |           |             |
| 1997     | 60“68 |          |           |             |
| 1996     | 61“97 |          |           |             |

## Palmarès
| Anno | Manifestazione                           | Sede              | Evento   | Risultato  | Tempo   | Note   |
| ---- | ---------------------------------------- | ----------------- | -------- | ---------- | ------- | ------ |
| 1997 | Festival olimpico della gioventù europea | Lisbona           | 400 m hs | 6ª         |         | [ 16 ] |
| 1998 | Mondiali juniores                        | Annecy            | 400 m hs | Batteria   | 1’01"85 | [ 17 ] |
| 1998 | Mondiali juniores                        | Annecy            | 4x400 m  | Batteria   | 3'43"26 | [ 18 ] |
| 1999 | Europei juniores                         | Riga              | 400 m hs | Argento    | 59"10   | [ 19 ] |
| 2001 | Europei under 23                         | Amsterdam         | 400 m hs | Batteria   | 59"51   | [ 20 ] |
| 2002 | Europei                                  | Monaco di Baviera | 400 m hs | Batteria   | 57"24   | [ 21 ] |
| 2003 | Universiade                              | Taegu             | 400 m hs | Batteria   | 58"05   | [ 22 ] |
| 2004 | Giochi olimpici                          | Atene             | 400 m hs | Batteria   | 56"28   | [ 23 ] |
| 2005 | Giochi del Mediterraneo                  | Almería           | 400 m hs | Oro        | 55"76   | [ 24 ] |
| 2005 | Universiade                              | Smirne            | 400 m hs | Argento    | 55"22   | [ 25 ] |
| 2005 | Mondiali                                 | Helsinki          | 400 m hs | Semifinale | 55"41   | [ 26 ] |
| 2006 | Europei                                  | Göteborg          | 400 m hs | Batteria   | 57"12   | [ 27 ] |
| 2009 | Giochi del Mediterraneo                  | Pescara           | 400 m hs | 4ª         | 57"15   | [ 28 ] |
| 2009 | Mondiali militari                        | Sofia             | 400 m hs | Argento    | 57"67   | [ 29 ] |

## Campionati nazionali
- 6 volte campionessa assoluta sui 400 m hs (2004, 2005, 2006, 2007, 2008, 2009)
- 2 volte campionessa assoluta della staffetta 4x400 m (2002, 2005)
- 1 volta campionessa assoluta indoor della staffetta 4x200 m (2005)
- 2 volte campionessa promesse dei 400 m hs (2001, 2002)
- 2 volte campionessa juniores dei 400 m hs (1998, 1999)

1998
- Oro ai Campionati italiani juniores e promesse, (Pesaro), 400 m hs[30]

1999
- Oro ai Campionati italiani juniores e promesse, (Fiuggi), 400 m hs[30]

2001
- 4ª ai Campionati italiani assoluti, (Catania),
400 m hs - 58”83[31]
- Oro ai Campionati italiani juniores e promesse, (Milano), 400 m hs - 59”49[31]

2002
- 4ª ai Campionati italiani allievi-juniores-promesse indoor, (Ancona), 400 m - 56”92[32]
- Oro ai Campionati italiani juniores e promesse, (Milano), 400 m hs - 57”55[33]
- Argento ai Campionati italiani assoluti, (Viareggio), 400 m hs - 56”89[33]
- Oro ai Campionati italiani assoluti, (Viareggio), 4x400 m - 3'43”14[34]

2003
- Argento ai Campionati italiani assoluti indoor, (Genova), 4x200 m - 1'39”10[35]

2004
- 5ª ai Campionati italiani assoluti indoor, (Genova),
400 m - 55”34[36]
- Oro ai Campionati italiani assoluti, (Firenze),
400 m hs - 55”30[34]

2005
- 4ª ai Campionati italiani assoluti indoor, (Ancona),
400 m - 55”44[37]
- Oro ai Campionati italiani assoluti indoor, (Ancona), 4x200 m - 1'39”54[37]
- Oro ai Campionati italiani assoluti, (Bressanone), 400 m hs - 55”66[38]
- Oro ai Campionati italiani assoluti, (Bressanone), 4x400 m - 3'41”99[34]

2006
- Argento ai Campionati italiani assoluti indoor, (Ancona), 4x200 m - 1'39”58[39]
- Oro ai Campionati italiani assoluti, (Torino),
400 m hs - 57”75[40]

2007
- Argento ai Campionati italiani assoluti indoor, (Ancona), 400 m - 54”01[41]
- Oro ai Campionati italiani assoluti, (Padova),
400 m hs - 56”59[42]

2008
- Oro ai Campionati italiani assoluti, (Cagliari),
400 m hs - 56”88[43]

2009
- 5ª ai Campionati italiani assoluti indoor, (Torino),
400 m - 55”37[44]
- Oro ai Campionati italiani assoluti, (Milano),
400 m hs - 56”81[45]

2010
- In batteria ai Campionati italiani assoluti indoor, (Ancona), 400 m - 55”71[46]
- Argento ai Campionati italiani assoluti, (Grosseto), 400 m hs - 57”09[47]

2011
- 6ª ai Campionati italiani assoluti indoor, (Ancona,
800 m - 2'16”78[48]

## Altre competizioni internazionali
2004
- Argento in Coppa dei Campioni per club,
( Mosca), 400 m hs - 56”46[49]
- 1ª in Coppa Europa, ( Istanbul), 400 m hs - 56”39[50]

2005
- Argento in Coppa dei Campioni per club,
( Lagos), 400 m hs - 56”95[51]
- 7ª in Coppa Europa, ( Firenze),
4x400 m - 3'33”17[52]

2006
- 4ª in Coppa dei Campioni per club,
( Valencia), 400 m hs - 57”37[53]
- 5ª in Coppa Europa, ( Praga), 400 m hs - 58”25[54]

2007
- Bronzo in Coppa dei Campioni per club,
( Albufeira), 400 m hs - 56”54[55]
- 5ª Coppa dei Campioni per club,
( Albufeira), 4x400 m - 3'42”79[56]
- 1ª in Coppa Europa, ( Milano), 400 m hs - 56”50[57]
- 2ª in Coppa Europa, ( Milano), 4x400 m - 3'31”07[57]

2008
- 5ª in Coppa dei Campioni per club,
( Vila Real de Santo António), 400 m hs - 56”78[58]
- 5ª in Coppa Europa, ( Annecy),
400 m hs - 56”31[59]
- 8ª in Coppa Europa, ( Annecy),
4x400 m - 3'34”15[59]

2009
- 7ª all'Europeo per nazioni,
( Leiria), 400 m hs - 57”12[60]

## Attività extrasportive e vita privata
- Si è diplomata al liceo magistrale[61] e poi nel febbraio del 2007 ha conseguito la laurea in Scienze motorie e sportive presso l'Università degli Studi di Perugia[4].
- Ha l'hobby del cucinare e della lettura.[61].